# Suka Rakyat (Bohorok)
Suka Rakyat is een bestuurslaag in het regentschap Langkat van de provincie Noord-Sumatra, Indonesië. Suka Rakyat telt 1220 inwoners (volkstelling 2010).